# MicroATX

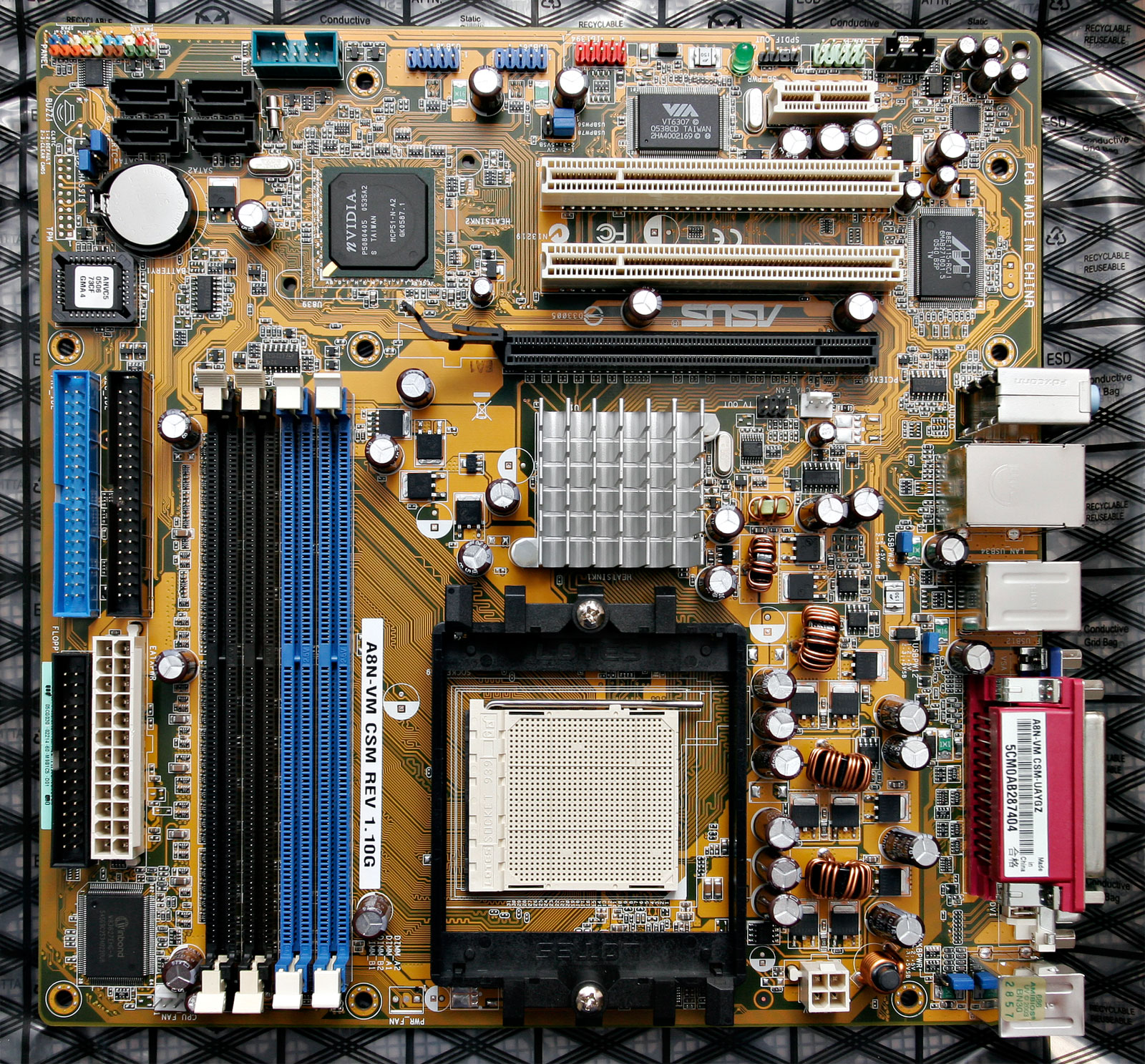
Placa base MicroATX Asus A8N-VM CSM.

MicroATX es un tipo de factor de forma para placas base de computadoras pequeño y estándar. El tamaño máximo de una placa MicroATX es de 244 mm × 244 mm (9,6 pulgadas × 9,6 pulgadas), mientras que el estándar ATX es un 25% más grande con unas dimensiones de 305 mm × 244 mm.
Las placas base MicroATX disponibles actualmente son compatibles con procesadores de Intel o de AMD, pero por ahora no existe ninguna para cualquier otra arquitectura que no sea x86 o x86-64.

## Compatibilidad con ATX
El estándar MicroATX fue explícitamente diseñado para ser compatible con ATX, por lo que los puntos de anclaje de las placas MicroATX son un subconjunto de los usados en las placas ATX y el panel de I/O es idéntico. Por lo tanto, las placas MicroATX pueden ser instaladas en cajas inicialmente diseñadas para placas ATX. Además, generalmente la mayoría de las placas MicroATX usan los mismos conectores de alimentación que las placas ATX, por lo que pueden ser usadas con fuentes de alimentación concebidas para placas ATX.

## Expansión
La mayoría de las placas ATX modernas tienen cinco o seis puertos de expansión PCI o PCI-Express, mientras que las placas MicroATX sólo suelen tener tres puertos de expansión, siendo cuatro el número máximo permitido por la especificación. Para evitar en la medida de lo posible la ocupación de puertos y para ahorrar espacio en la caja, las placas MicroATX de muchos fabricantes vienen con algunos componentes (como por ejemplo la tarjeta gráfica) integrados en la misma placa, lo que facilita su utilización en equipos de reducido tamaño como los centros multimedia.
Por ejemplo, la placa Asus A8N-VM CSM (en la imagen de arriba) integra un procesador gráfico GeForce 6, audio AC97 y Ethernet gigabit, quedando libres por lo tanto los puertos de expansión que habrían sido usados para instalar una tarjeta gráfica, una tarjeta de sonido y una tarjeta Ethernet.